# لوئیجی پوگلیانا
لوئیجی پوگلیانا (انگلیسی: Luigi Pogliana؛ زادهٔ ۲۵ ژانویهٔ ۱۹۴۵) بازیکن فوتبال اهل ایتالیا است.
از باشگاه‌هایی که در آن بازی کرده‌است می‌توان به باشگاه فوتبال نووارا و باشگاه فوتبال ناپولی اشاره کرد.